# Gaetano van Bourbon-Parma
Gaetano Maria Joseph Pius van Bourbon prins van Parma (Pianore, 3 juni 1905 — Mandelieu-la-Napoule, 9 maart 1958) was een oorlogsvrijwilliger en een prins uit het Huis Bourbon-Parma

## Biografie
Bourbon was het 24e kind en de jongste zoon van Robert hertog van Parma (1848-1907). Zijn moeder was Maria Antonia infante van Portugal (1862-1959). Hij bracht zijn jeugd door in Italië en Oostenrijk en studeerde in Frankrijk. Hij ging mee met zijn broers Sixtus en Xavier op ontdekkingsreizen in Afrika.
Tijdens de Spaanse burgeroorlog diende hij tussen 1936 en 1939 bij de "requestes carlistas" van Navarra; bij Bilbao raakte hij daarbij zwaar gewond. Later diende hij in het Amerikaanse leger waar hij meedeed aan de landing in Normandië. Na de Tweede Wereldoorlog vestigde hij zich in Frankrijk.
Bourbon trouwde in 1931 met Margarete prinses von Thurn und Taxis (1909-2006), dochter van Alexander prins della Torre e Tasso, 1e hertog van Castel Duino (1881-1937), hoofd van het Huis Della Torre e Tasso en Marie prinses de Ligne (1885-1971), lid van de familie De Ligne. Uit dit huwelijk werd een dochter geboren: Diane de Bourbon prinses van Parma (1932-2020) die gehuwd was met Franz Joseph prins von Hohenzollern (1926-1996), zoon van Frederik van Hohenzollern (1891-1965) en Margaretha Carola van Saksen (1900-1962).
Gaetano kwam om het leven door een auto-ongeluk te Mandelieu-la-Napoule.